# 数据同化
数据同化，或稱資料同化，是通过数学模型拟合观测数据的一种渐进方式，通常用于复杂系统的建模和動態預測。这类系统通常具有复杂的数学模型，自由度有时达到{\displaystyle 10^{6}}，且因为观测数据体量庞大，使得对全体观测进行静态拟合成为不可能。

## “分析-预报”循环
数据同化过程主要为两个步骤的循环。第一步可以称为分析，其中实际系统的观测量与模型产生的预报值相比较/融合，得到系统现在状态的最佳估计。在第二步，根据观测数据和模型两者包含的不确定度性信息，平衡二者得到关于未来系统状态的预报值（具体时间点由下一批观测值给出）。这就完成了一个分析-预报循环。

## 数据同化与卡尔曼滤波器
可以用卡尔曼滤波器来比喻数据同化过程。其中“分析”步骤类似于观测值与它的预估值的作差；预报步骤则相当于系统状态的最优估计。数据同化通常与最优控制过程之不同在于其自由度数量庞大，根本无法得到其协方差矩阵。数据同化常用于涉及大规模时效性数据处理的过程，如现代天气预报。